# Heinrich Adam
Pour les personnes ayant le même patronyme, voir Adam (homonymie).
Heinrich Adam, né le 27 mars 1787 à Nördlingen et mort le 15 février 1862 à Munich, est un peintre allemand.

## Biographie
Heinrich Adam, un frère de Albrecht Adam, est né à Nördlingen en 1787. Il a étudié la peinture à Augsbourg et à Munich, et s'est distingué en tant que peintre de paysages et en tant que graveur. En 1811, il est resté avec Albrecht au lac de Côme, et peint à l'aquarelle. Il a également gravé six de pièces de chasse, après son frère Albert, à Milan, en 1813.
Par la suite il peint des paysages et des vues de villes, qui sont exécutés avec une grande précision. Son Das neue München mit den Bauten König Ludwigs I. (1839), un point de vue dans les huiles de Max-Joseph-Platz, entouré de 14 petites photos de nouveaux bâtiments à Munich, montés dans un cadre, est dans la collection du Munich Stadtmuseum. Un ensemble d'aquarelles dans un format similaire est dans le Metropolitan Museum à New York.

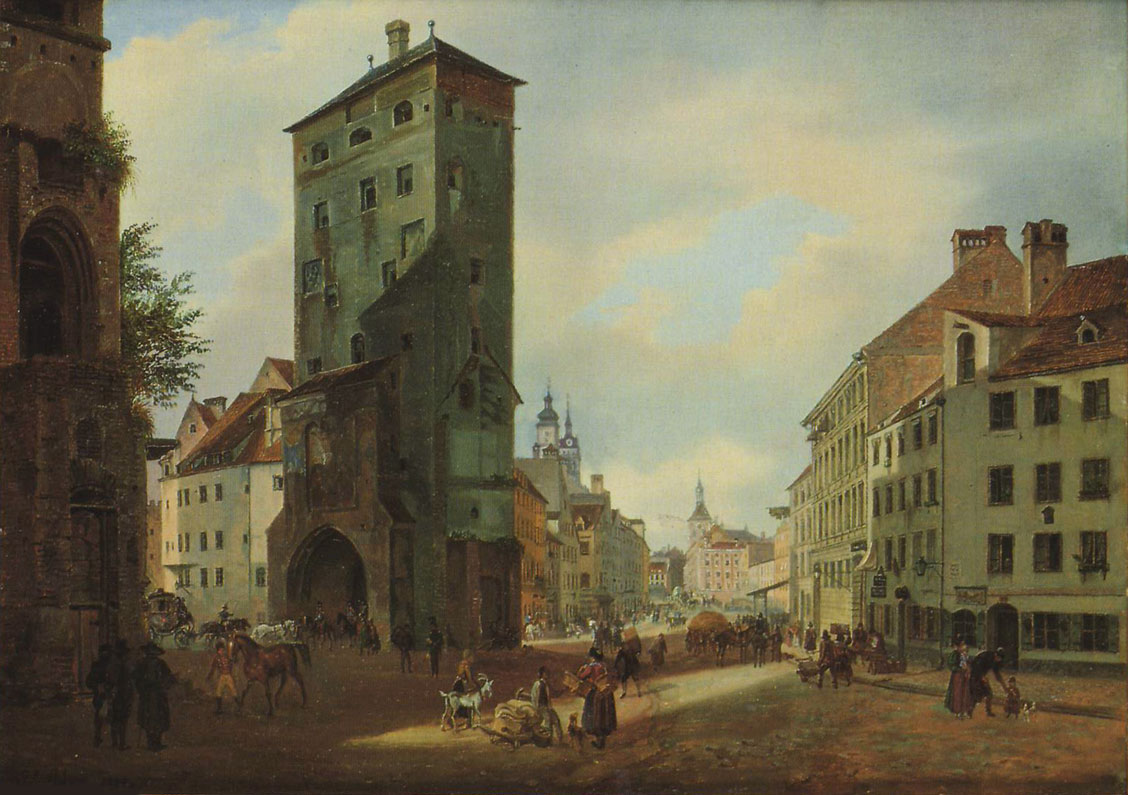
L'Isar tour, 1834

Il est mort à Munich en 1862.